# Аминотрансфераза аминокислот с разветвлённой цепью
Аминотрансфераза аминокислот с разветвлённой цепью также трансаминаза разветвлённых аминокислот (англ. Branched-chain amino acid aminotransferase, сокр. BCAT) — фермент (КФ 2.6.1.42), из семейства аминотрансферазы (класс трансферазы), катализирующий обратимую реакцию трансаминирования аминокислот с разветвлённой цепью (BCAA) до соответствующих разветвлённых α-кетокислот. Схема реакций:
L-лейцин + 2-оксоглутарат {\displaystyle \rightleftharpoons } 4-метил-2-оксопентаноат + L-глутамат
L-изолейцин + 2-оксоглутарат {\displaystyle \rightleftharpoons } 3-метил-2-оксопентаноат + L-глутамат
L-валин + 2-оксоглутарат {\displaystyle \rightleftharpoons } 3-метил-2-оксобутаноат + L-глутамат
В качестве кофермента используется пиридоксаль-5'-фосфат (PLP). У человека обнаружены две изоформы данного фермента — цитозольная (BCATc) и митохондриальная (BCATm).
Цитозольный изофермент (BCATc) у человека кодируется геном BCAT1, который локализован на коротком плече (p-плече) 12-й хромосомы. Митохондриальная изоформа (BCATm) кодируется геном — BCAT2, расположенный на длинном плече (q-плече) 19-й хромосомы.
Биологическая функция аминотрансферазы аминокислот с разветвлённой цепью заключается в катализе синтеза или деградации аминокислот с разветвлённой цепью — лейцина, изолейцина и валина. У человека аминокислоты с разветвлённой цепью незаменимы и разрушаются под действием BCAT.

## Структура и выполняемые функции
У человека BCAT представляют собой гомодимеры, состоящие из двух доменов: малой субъединицы (остатки 1–170) и большой субъединицы (остатки 182–365). Эти субъединицы соединены короткой петлеобразной соединительной областью (остатки 171–181). Обе субъединицы состоят из четырёх альфа-спиралей и бета-складчатого листа. Структурные исследования человеческих аминотрансфераз с разветвлённой цепью (hBCAT) показали, что пептидные связи в обеих изоформах являются транс-связями, за исключением связи между остатками Gly338-Pro339. Активный центр фермента находится на границе раздела двух доменов. Как и другие трансаминазные ферменты (а также многие ферменты других классов), BCAT используют для своей активности кофактор пиридоксаль-5'-фосфат (PLP). Было обнаружено, что PLP изменяет конформацию ферментов аминотрансфераз, фиксируя конформацию фермента через связь основания Шиффа (имина) в реакции между остатком лизина фермента и карбонильной группой кофактора. Это конформационное изменение позволяет субстратам связываться с карманом активного сайта ферментов.

### Активный центр
Помимо связи с основанием Шиффа, PLP прикрепляется к активному сайту фермента посредством водородной связи с остатками Tyr-207 и Glu-237. Кроме того, атомы кислорода фосфорного остатка (-OPO34-) в молекуле PLP взаимодействуют с остатками Arg-99, Val-269, Val-270 и Thr-310. BCAT млекопитающих имеют уникальный структурный CXXC-мотив (Cys-315 и Cys-318), чувствительный к окислителям и модулируемый посредством S-нитрозирования, посттрансляционной модификации, регулирующей передачу клеточного сигнала (клеточный сигналинг). Модификация этих двух остатков цистеина путём окисления (in vivo/vitro) или титрования (in vitro), как было установлено, ингибирует активность фермента, указывая на то, что мотив CXXC имеет решающее значение для оптимального фолдинга (сворачивания) и функционирования белка. Чувствительность обоих изоферментов к окислению делает их потенциальными биомаркерами окислительно-восстановительной среды внутри клетки. Хотя мотив CXXC присутствует только в BCAT млекопитающих, было установлено, что окружающие его аминокислотные остатки высоко консервативны как в прокариотических, так и в эукариотических клетках. Conway, Yeenawar et al. обнаружили, что активный сайт млекопитающих содержит три поверхности: поверхность А (Phe-75, Tyr-207 и Thr-240), поверхность В (Phe-30, Tyr-141 и Ala-314) и поверхность С (Tyr-70, Leu-153 и Val-155, расположенные на противоположном домене), которые связываются с субстратом в результате Ван-дер-Ваальсовых взаимодействий с разветвлёнными боковыми цепями аминокислотных субстратов.

## Изоферменты

### Млекопитающие
BCAT у млекопитающих катализируют первый этап метаболизма аминокислот с разветвлённой цепью — обратимое трансаминирование с последующим окислительным декарбоксилированием продуктов трансаминирования: α-кетоизокапроата, α-кето-β-метилвалерата и α-кетоизовалерата до изовалерил-КоА, 3-метилбутирил-КоА и изобутирил-КоА, соответственно. Данная реакция регулирует метаболизм аминокислот и является важным этапом в транспортировке азота по всему организму. Аминокислоты с разветвлённой цепью (BCAA) повсеместно распространены во многих организмах, и составляют 35 % всех белков и 40 % аминокислот, необходимых всем млекопитающим. BCAT млекопитающих представлены двумя изоформами: цитозольной (BCATc) и митохондриальной (BCATm). Изоформы имеют 58 % гомологии, но различаются по месту локализации и каталитической эффективности.

#### Цитозольная изоформа
Цитозольная изоформа аминотрансферазы аминокислот с разветвлённой цепью — менее распространённая из двух изоформ, встречающаяся в цитоплазме клеток млекопитающих почти исключительно в нервной системе. Хотя BCATc экспрессируются только в нескольких тканях взрослого организма, они экспрессируются на высоком уровне во время эмбриогенеза. Цитозольная изоформа имеет более высокую скорость оборота, примерно в 2-5 раз быстрее, чем митохондриальная изоформа. Было установлено, что BCATc более стабильна, чем BCATm, что свидетельствует о наличии 2 сульфидных связей. Цитозольный изофермент не теряет активности при титровании одной тиоловой группы. Человеческая BCATc демонстрирует более низкий редокс-потенциал (примерно на 30 мВ), чем BCATm.

#### Митохондриальная изоформа

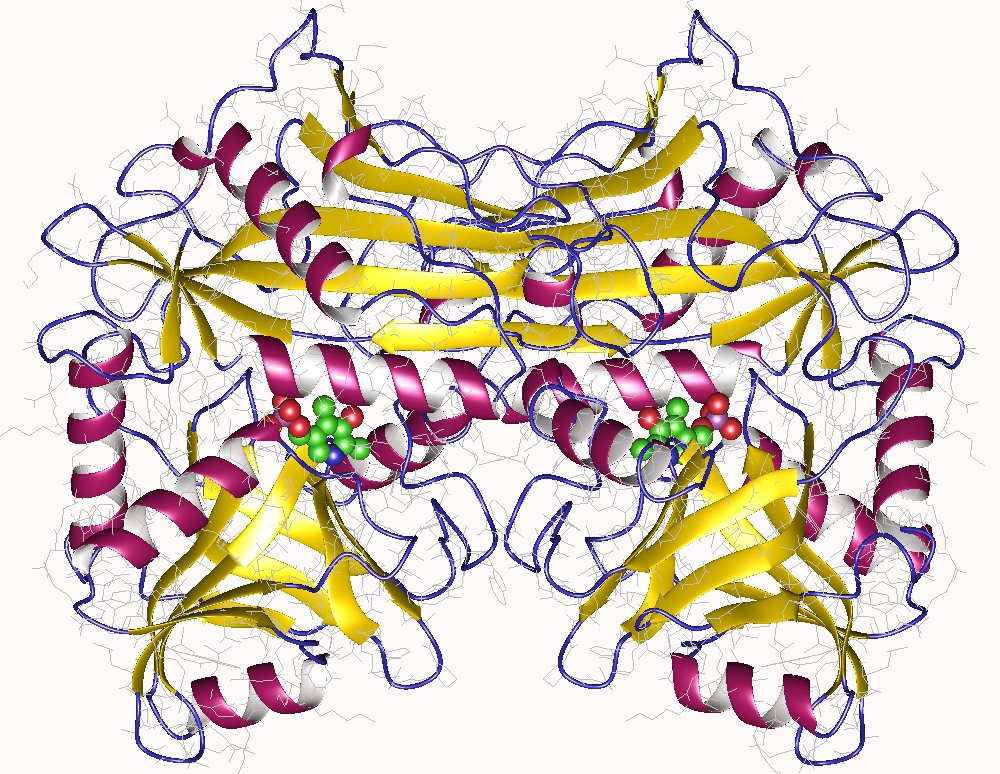
Митоходриальная изоформа аминотрансферазы аминокислот с разветвлённой цепью, гомодимер, человек.

Митохондриальная изоформа аминотрансферазы аминокислот с разветвлённой цепью — более распространённая из двух изоформ, присутствующая во всех тканях, внутри митохондрий клеток. Было установлено, что ацинарная ткань поджелудочной железы содержит самый высокий уровень BCATm в организме. Кроме того, были обнаружены два гомолога нормальной BCATm. Один гомолог обнаружен в плацентарной ткани, а другой корепрессирует ядерные рецепторы гормонов щитовидной железы. BCATm более чувствителен к окислительно-восстановительной среде клетки и может ингибироваться ионами никеля (Ni2+), даже если среда является восстановительной. Было установлено, что BCATm не образует дисульфидных связей, а титрование двух -SH-групп с помощью 5,5'-дитиобис(2-нитробензойной кислоты) полностью снижает активность  данного фермента.

### Растительные изоформы
Растительные BCAT также были идентифицированы, но различаются между видами по количеству и последовательности. В исследованиях Arabidopsis thaliana (кресс-салат) были идентифицированы шесть изоформ BCAT, которые имеют 47,5-84,1 % гомологии друг с другом. Эти изоформы также имеют около 30 % гомологии с изоформами человека и дрожжей (Saccharomyces cerevisiae). BCAT1 расположена в митохондриях, BCAT2, 3 и 5 — в хлоропластах, а BCAT4 и 6 — в цитоплазме A. thaliana. Однако исследования BCATs у Solanum tuberosum (картофеля) выявили две изоформы длиной 683 (BCAT1) и 746 (BCAT2) п.н., расположенные преимущественно в хлоропластах.

### Бактериальные изоформы
В бактериях существует только одна изоформа фермента BCAT. Однако структура фермента у разных организмов отличается. У кишечной палочки фермент представляет собой гексамер, содержащий шесть идентичных субъединиц. Каждая субъединица имеет молекулярную массу 34 кДа и состоит из 308 аминокислот. В отличие от них, BCAT Lactococcus lactis представляет собой гомодимер, подобный изоформам млекопитающих. Каждая субъединица L. lactis BCAT состоит из 340 аминокислот с молекулярной массой 38 кДа.

## Биологическая роль

### Человек
Поскольку аминокислоты с разветвлённой цепью играют важнейшую роль в формировании и функционировании многих белков, BCAT выполняют множество физиологических функций у млекопитающих. Было установлено, что BCAT взаимодействуют с протеиндисульфид изомеразами — классом ферментов, регулирующих клеточную регенерацию и правильное сворачивание белков (фолдинг). Второй этап метаболизма BCAA (окислительное декарбоксилирование под действием дегидрогеназного комплекса α-кетокислот с разветвлённой цепью) стимулирует секрецию инсулина. Потеря BCATm коррелирует с потерей BCKD-стимулированной секреции инсулина, но не была связана с потерей секреции инсулина другими метаболическими путями. BCATc регулирует сигнальные пути mTORC1 и TCR-индуцированный гликолитический путь метаболизма во время активации CD4+ T-клеток. В мозге BCATc регулирует количество вырабатываемого глутамата для использования его в качестве нейротрансмиттера или для будущего синтеза γ-аминомасляной кислоты (ГАМК).

### Растения
Аминотрансферазы аминокислот с разветвлённой цепью также выполняют физиологические функции у растений, но они не изучены так широко, как BCAT млекопитающих. Было обнаружено, что в Cucumis melo (дыня) BCAT играют роль в синтезе летучих ароматических соединений, которые придают дыне особый аромат и вкус. В Solanum lycopersicum (помидоры) BCAT играют роль в синтезе аминокислот с разветвлённой цепью, которые действуют как доноры электронов в цепи переноса электронов. В целом растительные BCAT обладают катаболическими и анаболическими регуляторными функциями.

### Бактерии
В физиологии бактерий BCAT осуществляют катализ обеих реакций, образуя как α-кетокислоты, так и аминокислоты с разветвлённой цепью. Бактерии, растущие на среде с недостаточным для роста соотношением аминокислот,  чтобы эффективно размножаться, должны иметь способность к синтезу аминокислот с разветвлённой цепью. У Streptococcus mutans, грамположительной бактерии, живущей в ротовой полости человека и вызывающей кариес, биосинтез/деградация аминокислот, как было установлено, регулирует гликолиз и поддерживает внутриклеточный рН. Это позволяет бактерии выживать в кислых условиях полости рта человека за счёт расщепления углеводов.